# Woodside (Londres)
Pour les articles homonymes, voir Woodside.
Woodside est une zone anglaise située au sud de Londres, dans le borough londonien de Croydon.